# Antonios (Patriarch)
Abune Antonios (Tigrinya ኣቡነ እንጦንዮስ, * 12. Juli 1927 in Himbirti; † 9. Februar 2022 in Asmara) war vom 1. Dezember 2003 bis 2004 locum tenens und vom 25. April 2004 bis Februar 2006 der dritte Patriarch der Eritreisch-Orthodoxen Tewahedo-Kirche.
Nachdem er sich gegen die Einmischung des eritreische Regimes in kirchliche Angelegenheiten ausgesprochen hatte, wurde er vom Regime unrechtmäßig entthront und durch den unkritischen bzw. regimetreuen Abune Dioskorus ersetzt. Er hatte sich zuvor geweigert, 3.000 Mitglieder der Erweckungsbewegung „Medhane Alem“ innerhalb der orthodoxen Kirche zu exkommunizieren. Außerdem hatte er die Freilassung inhaftierter Christen gefordert. Nach seiner Entthronung, für die das eritreisch-orthodoxe Kirchenrecht durch das Regime außer Kraft gesetzt wurde, war Abuna Antonios inhaftiert und stand offiziell unter Hausarrest. Sein Gesundheitszustand wurde im Jahre 2012 als besorgniserregend eingeschätzt. Informationen zu seinem Zustand gab das eritreische Regime nicht bekannt, und eine Behandlung im Ausland wurde ihm nicht gewährt.
Abune Antonios Verhaftung am 27. Mai 2007 wurde von Amnesty International in einer „Urgent Action“ im Juni 2007 bekannt gegeben.
Am Sonntag, dem 16. Juli 2017, ließ die eritreische Regierung Abune Antonios an einer Liturgie teilnehmen, untersagte ihm jedoch, das Volk anzusprechen. Nach dem Gottesdienst wurde er wieder an einen unbekannten Ort verbracht. Radio France Internationale hat darüber berichtet.
Abune Antonios starb am 9. Februar 2022 im Alter von 94 Jahren in Asmara.